# Israelaphis lambersi
Israelaphis lambersi är en insektsart. Israelaphis lambersi ingår i släktet Israelaphis och familjen långrörsbladlöss. Inga underarter finns listade i Catalogue of Life.